# رنگینک کاکل‌نارنجی
رنگینک کاکل‌نارنجی (نام علمی: Heterocercus aurantiivertex) نام یک گونه از سرده دگرشاخکی‌ها است.